# São Jorge do Patrocínio
São Jorge do Patrocínio este un oraș în Paraná (PR), Brazilia.